# Wydział Zarządzania Akademii Górniczo-Hutniczej w Krakowie
Wydział Zarządzania AGH (WZ) – jeden z 18 wydziałów Akademii Górniczo-Hutniczej im. Stanisława Staszica w Krakowie. Siedziba wydziału znajduje się przy ul. Antoniego Gramatyka 10.

## Historia
Zarządzania nauczano na różnych wydziałach AGH jeszcze przed II wojną światową. 
1 października 1974 powołano Instytut Organizacji i Zarządzania Przemysłem z doc. dr. inż. Ferdynandem Szwagrzykiem jako dziekanem. W tym dniu instytut rozpoczął kształcenie na kierunku „Zarządzanie i marketing”.
W 1979 instytut otrzymał do dyspozycji budynek, użytkowany wcześniej jako dom studencki, przy ul. Antoniego Gramatyka 10.
W 1980 powstał Wydział Organizacji i Zarządzania Przemysłem, w skład którego weszły dwa instytuty:
- Instytut Organizacji i Zarządzania Przemysłem,
- Instytut Nauk Ekonomicznych.

Był to 11., w kolejności powstania, wydział uczelni. W 1992 zmieniono nazwę wydziału na obecną.

## Struktura
Wydział składa się z następujących jednostek:
- Katedra Zarządzania Przedsiębiorstwem
- Katedra Badań Operacyjnych
- Katedra Ekonomii, Finansów i Zarządzania Środowiskiem
- Katedra Informatyki Stosowanej
- Katedra Inżynierii Zarządzania
- Katedra Zarządzania Organizacjami, Kadrami i Prawa Gospodarczego
- Katedra Zarządzania w Energetyce

## Kierunki i specjalności
Obecnie wydział kształci studentów na następujących kierunkach i specjalnościach:
- Zarządzanie
  - specjalności:
    - Marketing
    - Zarządzanie finansami
    - Zarządzanie kadrami
- Zarządzanie i Inżynieria Produkcji
  - specjalności:
    - Zarządzanie logistyczne
    - Zarządzanie produkcją
    - Zarządzanie jakością
- Informatyka i Ekonometria

Specjalności dostępne są na studiach II stopnia (magisterskich).

### Rodzaj studiów
Studia I stopnia:
- inżynierskie:
  - Zarządzanie i Inżynieria Produkcji
- licencjackie: 
  - Zarządzanie
  - Informatyka i Ekonometria

Studia II stopnia - magisterskie:
- Zarządzanie i Inżynieria Produkcji
- Zarządzanie
- Informatyka i Ekonometria

## Władze
Kadencja 2024–2028:
- Dziekan: dr hab. inż. Marek Dudek, prof. AGH
  - Prodziekan ds. Nauki: dr hab. inż. Natalia Iwaszczuk, prof. AGH
  - Prodziekan ds. Studenckich: dr inż. Sławomir Ziółkowski
  - Prodziekan ds. Kształcenia: dr inż. Ewa Prymon-Ryś
  - Prodziekan ds. Współpracy: dr hab. inż. Joanna Duda, prof. AGH
  - Prodziekan ds. Rozwoju: dr inż. Dariusz Sala

## Koła naukowe
Przy wydziale działają:
- Koło Naukowe Uniwersyteckie Koło Ochrony Danych „UKOD”
- Koło Naukowe "Makler"
- Koło Naukowe Zarządzania Zasobami Ludzkimi "KADRA"
- Koło Naukowe Informatyki Stosowanej @Trend
- Koło Naukowe Integracji Europejskiej "KNIE"
- Koło Naukowe Rachunkowości i Zarządzania Finansami "Audytor"
- Koło Naukowe "Segment"
- Koło Naukowe "Dominium"
- Koło Naukowe Menedżer Produkcji
- Logistyczne Koło Naukowe
- Koło Naukowe Menedżer Jakości
- Koło Naukowe Mentor
- Koło Naukowe "Witness"
- Koło Naukowe Ekonometryk